# Calypso (telenovela)
Calypso é uma telenovela venezuelana exibida em 1999 pela Venevisión.

## Elenco
- Chiquinquirá Delgado - Margarita Luisa Volcan - La Grande
- Luis Fernandez - Simon Vargas - El Naufrago Perez
- Flor Nuñez - Otilia Gades
- Alberto Alifa - Ernesto Lopez Larazabal / Eduardo Lopez Larazabal
- Karl Hoffman - Jacinto Lara
- Felix Loreto - Wenceslao Lugones
- Eileen Abad - Yolanda Pujol de Martinez
- Juan Manuel Laguardia - Francisco "el caco" Aguirre
- Marian Valero - Helena Mendoza
- Beatriz Vasquez - Manuela Rojo
- Marcos Moreno - Capitan Jacobo Carmona
- Zoe Bolivar - Dionisia
- Javier Paredes - Cabo Flores
- Rolando Padilla - Padre Braulio
- Yvan Romero - Plinio
- Daniel Garcia - Rafael Manrique
- Mirtha Perez as La Maga
- Jose Oliva - Lorenzo Volcan
- Johanna Morales - Maria Margarita Volcan - La Bella
- Aileen Celeste - Clara Rosa
- Giovanni Reali - Pablo Gamboa
- Laura Altieri - Laura de Gamboa
- Jose Luis Zuleta - Canelon
- Ralph Kinnard - Klaus
- Aniuska Lopez - Mileydis
- Ronny Martinez - Catire
- Maria Luisa Lamata - Tia Cecilia